# Euxoa flavorenalis
Euxoa flavorenalis là một loài bướm đêm trong họ Noctuidae.